# Нанковская, Галина Михайловна
Нанковская Галина Михайловна (укр. Нанковська, Галина Михайлівна, 30 июня 1984, Измаил, Одесская область, УССР) — украинская танцовщица, репортёр, руководитель студии восточного танца «Амира» и организатор фестиваля восточного танца «Амира». Сертифицированный тренер и судья Ассоциации современного и эстрадного танца Украины.

## Биография
Галина Нанковская родилась в городе Измаиле 30 июня 1984 года. В 1991 году поступила в общеобразовательную школу № 2, но в 13 лет перевелась в специализированную школу № 1 Измаила.
В 2000 году поступила в Одесский Национальный Морской Университет на факультет экономики и управления, закончила в 2006 году.

### Занятие танцами
Получив классическую подготовку восточной хореографии, многие годы она искала свою технику. Особенность её подхода— эмоции. Необходимость сделать акцент на визуальном выстраивании композиции считает основным в своей хореографии, а движения в танце невозможными без слуха, без ощущения музыки, а тем более без эмоций.
В 2011 году Галина Нанковская организовала в Измаиле первый региональный чемпионат по восточным танцам, став его художественным руководителем и продюсером. Открытый фестиваль восточного танца «Амира» проходит ежегодно летом и собирает звезд бэлиданса и многих гостей из разных городов Украины. В 2011 году Галина основала собственную студию «Амира», в постановках соединила собственную технику и традиционные ритмы восточного танца. В 2012 году на международном чемпионате «Пирамида» заняла 1 место в категории шоу-бэлиданс, исполнив свой известный танец с крыльями.
В апреле 2013 года Галина приняла участие на международном чемпионате «Пирамида», в Одессе, и заняла третье место в номинации «Эстрадный фольклор». В одной из коллективных номинаций, коллектив Нанковской, Амира, занял первое место.
В ноябре 2013 года Нанковская выиграла золотую медаль на международном фестивале восточного, индийского и цыганского танца «Огни Каира-2». В этом же месяце прошла судейскую аттестацию и стала сертифицированным судьей Ассоциации современного и эстрадного танца Украины.
В 2014 году так же получила награды на международном Кубке, и фестивале Пирамида.
В декабре 2015 года Галина Нанковская занята 1 место на фестивале "From Cairo with love" в Амстердаме.
В начале 2017 года на чемпионате Украине по восточным танцам (Belly Dance) заняла первое место среди профессионалов.

### Работа репортёром
В 2006 году по окончании университета была принята на работу в ОЦЭВ (ТВ Измаил). Автор и ведущая программы «Меломан и Я» Автор большинства сюжетов о музыке на измаильском телеканале. Ушла в сентябре 2013 года, с сентября 2013 года работает в Областном центре национальных культур в городе Измаиле.

## Семья
- Мать — Нанковская София Александровна, работает главным бухгалтером,
- Отец — Нанковский Михаил Афанасьевич, работал председателем колхоза, потом зам. директора мясокомбината и затем предпринимателем, умер в 2007 году